# Burg Červený Kameň
Die Burg Červený Kameň (deutsch Bibersburg, früher auch Rotenstein, ungarisch Vöröskő, was die wörtliche Entsprechung des slowakischen Namens (Roter Stein) ist) liegt ungefähr 40 km nordöstlich von Bratislava an der Weinstraße in den Kleinen Karpaten in der Gemeinde Častá, südlich des Hauptortes.
Die heutige Burg steht an der Stelle einer älteren, die 1240 von der Tochter des ungarischen Königs Béla III. erbaut wurde. Sie gehörte zur Festungskette zwischen Devín und Trenčín. Bis zum 16. Jahrhundert war sie in den Händen verschiedener Adelsfamilien.
Im Jahr 1528 ging sie in den Besitz der Augsburger Unternehmerfamilie der Fugger über, die um 1537 eine Festung im Renaissancestil erbauen ließ. Der Neubau diente als befestigter Handelsumschlagplatz und besaß deshalb große Lagerräume im südwestlichen Trakt mit einem bemerkenswerten Verteidigungssystem (vier Kanonenbasteien u. ä.), das auf ein theoretisches System von Albrecht Dürer zurückging.
Am 6. Juni 1583 heiratete Nikolaus II. Pálffy Maria Magdalena Fugger (* 1566, † 1646), welche die Bibersburg als Mitgift in die Ehe mitbrachte. Die neuen Besitzer bauten die Festung in ein Renaissanceschloss um. Zum bis dahin einzigen, südwestlichen Trakt kamen um den Zentralhof situierte Trakte mit Wohnräumen hinzu. 1646 brannte das Schloss ab. Nach weiteren Reparaturarbeiten kamen Kunstgegenstände in den Innenräumen sowie der einzigartige Sala terrena mit Stuck- und anderen Ornamenten hinzu. Beim letzten Umbau zur Zeit der Pálffys um 1750 wurde ein Barockeingangsportal sowie die Steinbrücke hinzugefügt. 1758 brannte die Burg erneut ab und musste wieder rekonstruiert werden. Das Adelsgeschlecht der Pálffys war im Besitz der Burg bis 1945, als die Burg vom Staat enteignet wurde.
Nach dem Zweiten Weltkrieg wurde die Burg mehrmals aufwendig rekonstruiert. 1961 wurde sie zu einem „nationalen Kulturdenkmal“ erklärt.
Heute beherbergt die Burg ein Museum, in dem (nach Umbauarbeiten seit 1992 wieder) die Wohnkultur der Adligen zwischen dem 16. und dem 20. Jahrhundert dargestellt wird. Im Keller sieht man die Befestigungsanlagen, die auch nach Konzepten von Albrecht Dürer errichtet wurden. Im ehemaligen Rittersaal ist eine Sammlung von Jagd- und historischen Waffen untergebracht. Dieses Museum gehört neben anderen ebenfalls zum Slowakischen Nationalmuseum.

## Galerie

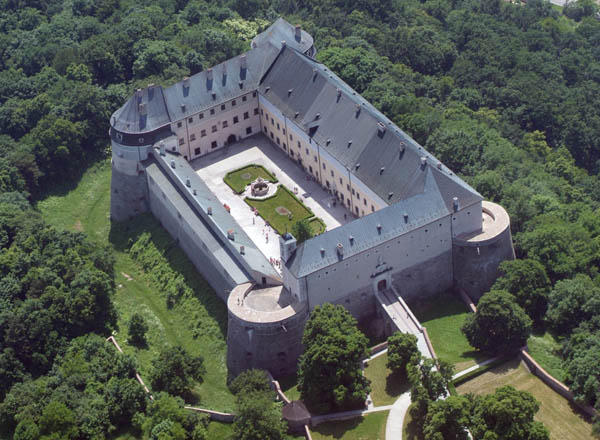
Die Bibersburg aus der Luft
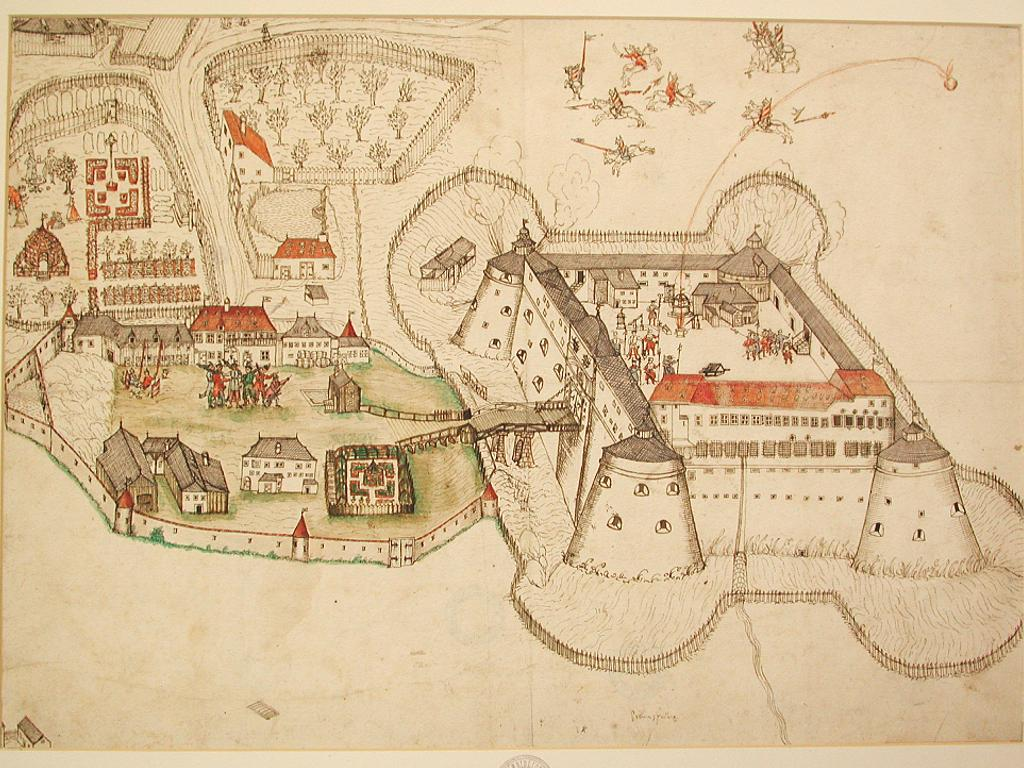
Die Burg um 1570
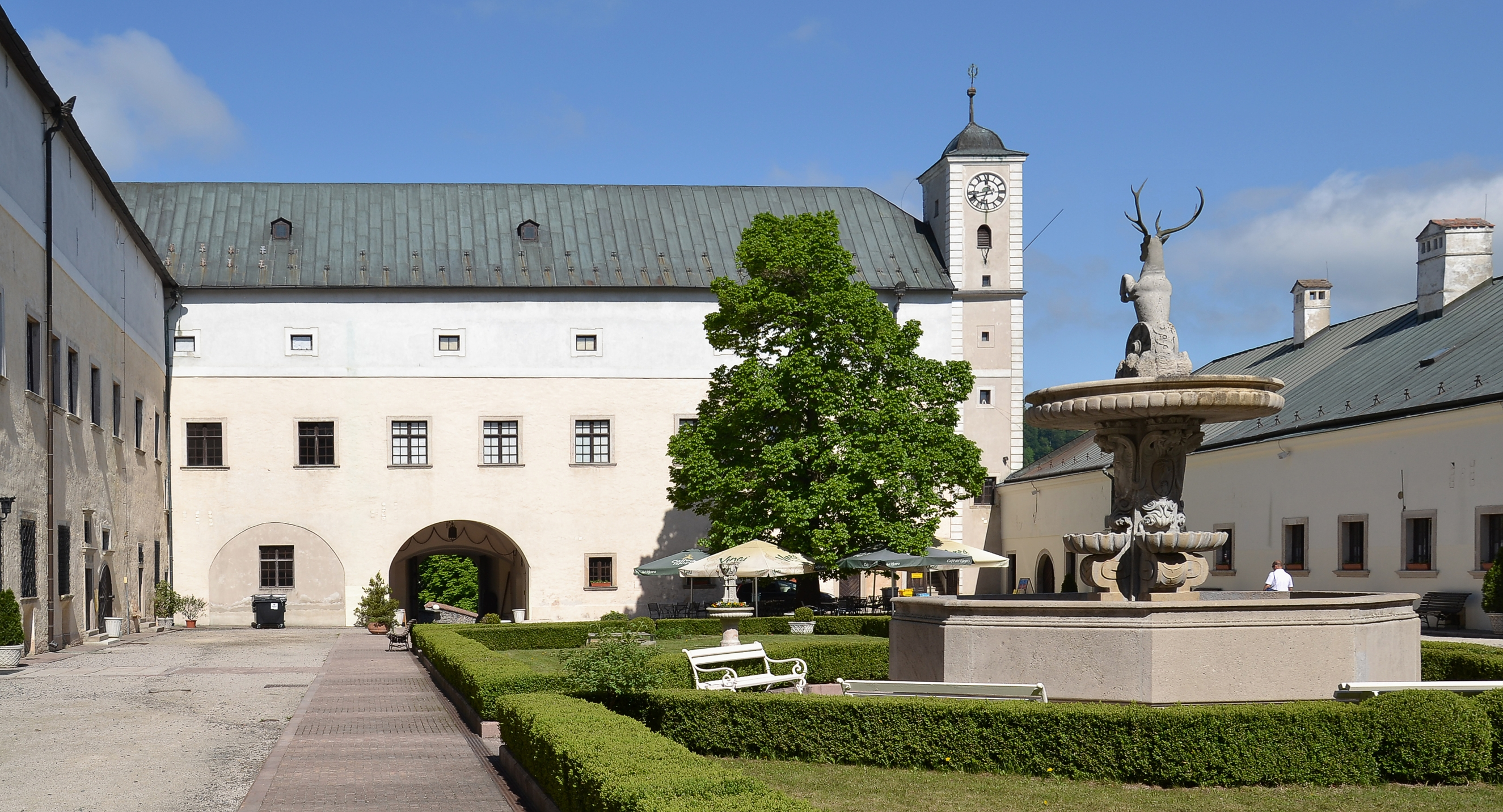
Der Innenhof der Burg Červený Kameň
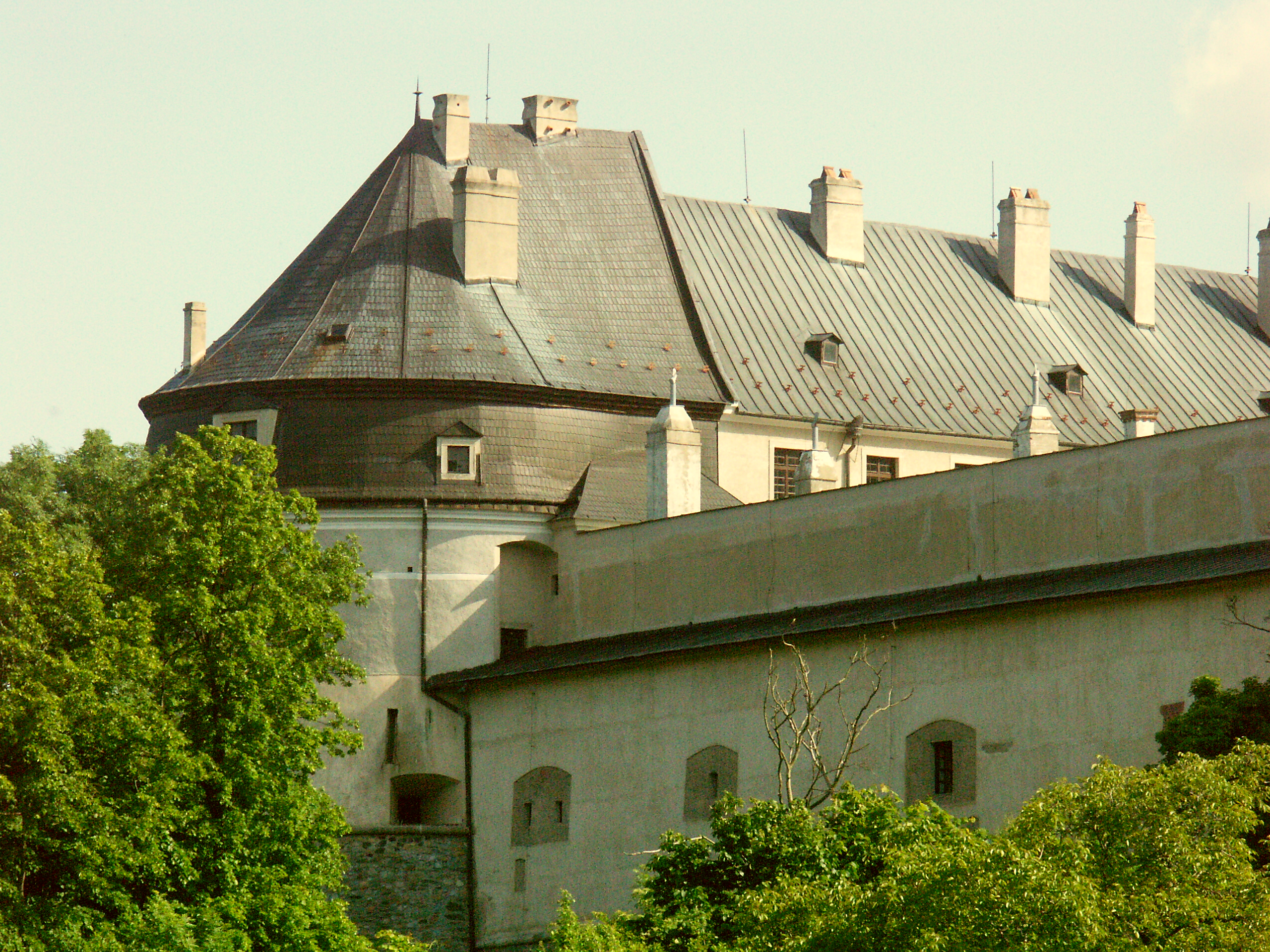
Detailblick auf die Burg
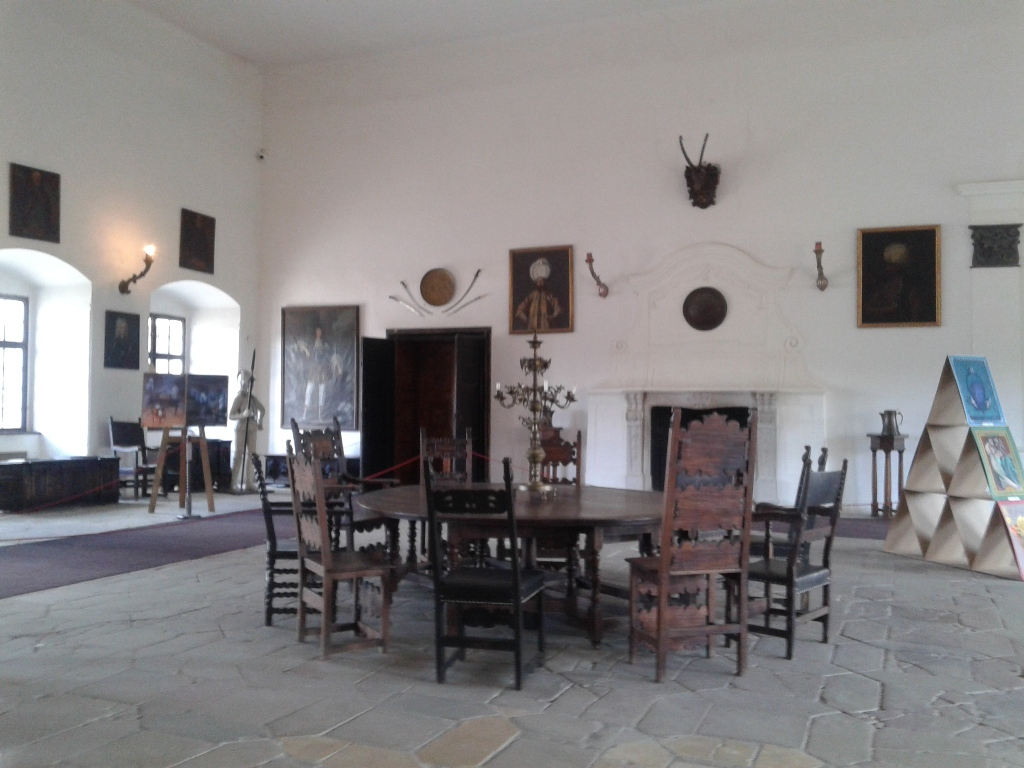
Ein Zimmer
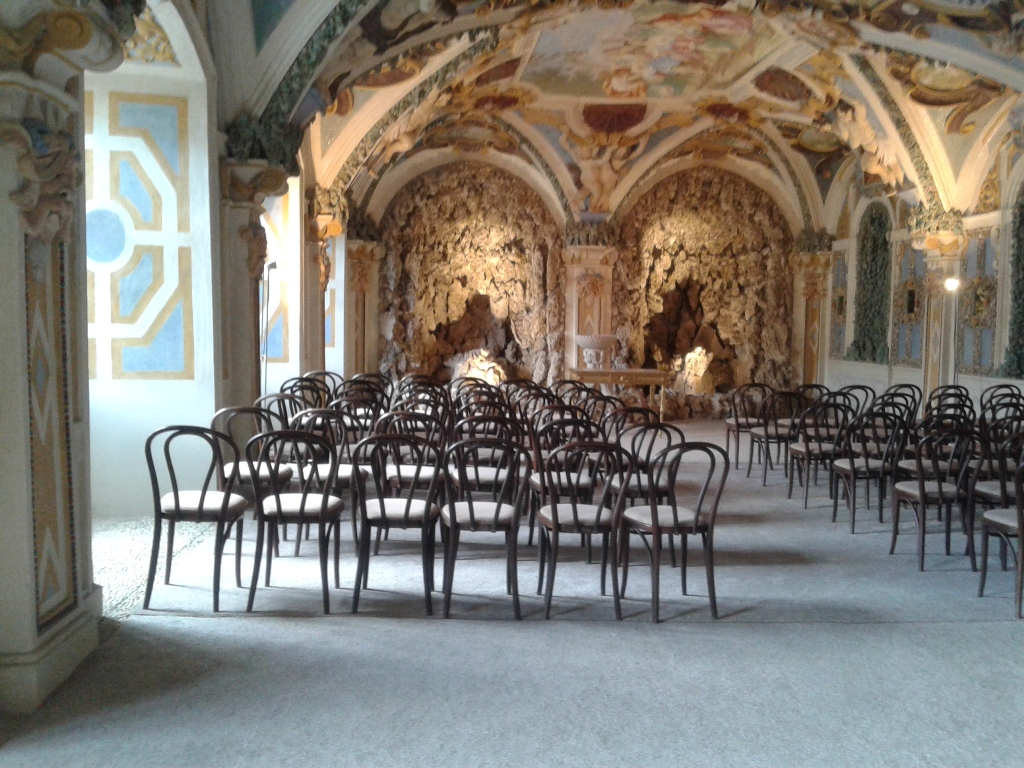
Der einzigartige Sala terrena mit Stuck- und anderen Ornamenten hinzu.